# Lamberto
Pour les articles homonymes, voir Lamberto (homonymie).
Lamberto  est un cardinal italien de l'Église catholique du XIIe siècle, nommé par le pape Pascal II. 

## Biographie
Le pape Pascal II le  crée  cardinal  lors du consistoire de 1117.